# Мерседарии
Мерседа́рии («Орден Пресвятой Девы Милосердной для выкупа невольников», лат. Ordo Beatae Mariae Virginis de Mercede Redemptionis Captivorum, OdeM) — католический монашеский орден, основан в 1218 году святым Петром Ноласко. Главной целью ордена был выкуп из мусульманского плена христиан. Название происходит от испанского слова «merced» (милосердие).

## История

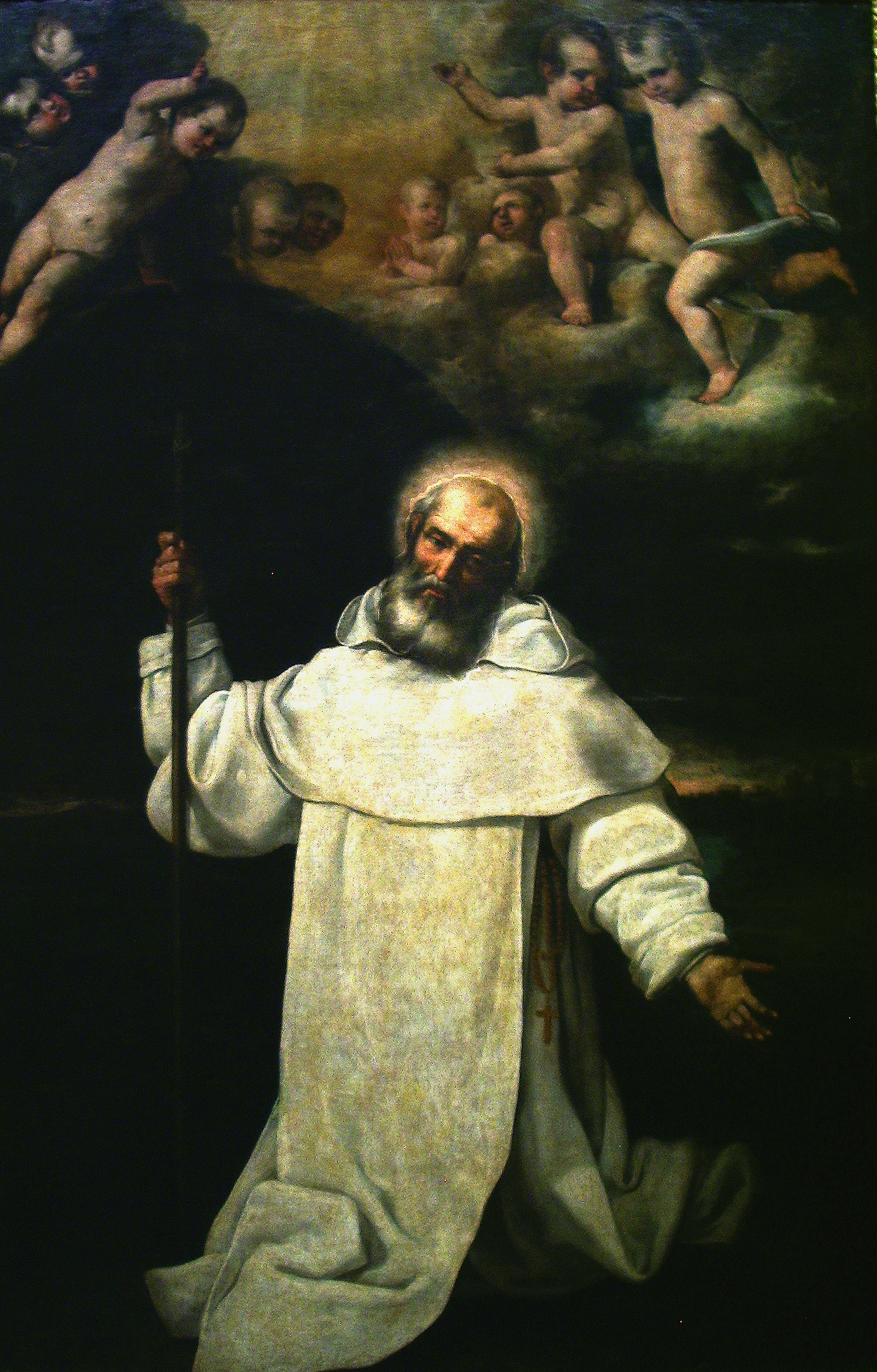
Святой Пётр Ноласко, основатель ордена

Несмотря на продолжавшуюся Реконкисту к началу XIII века значительная часть Иберийского полуострова оставалась под контролем мавров (арабов), которые в большом количестве захватывали в плен христиан и продавали их в рабство.
Основателем ордена стал святой Пётр Ноласко. Датой основания ордена считается 10 августа 1218 года, когда он вместе с 13 рыцарями принёс монашеские обеты в Барселоне, дав помимо трёх традиционных монашеских обетов (послушания, бедности и целомудрия) четвёртый — содействовать всеми силами и возможностями освобождению пленных христиан, а, если потребуется, предложить в качестве выкупа и самого себя. Этот поступок был полностью поддержан королём Хайме I и его духовником, Раймундом де Пеньяфортом. Орден мерседариев стал аналогом ордена тринитариев, созданного чуть раньше с той же целью.
Устав ордена был утверждён папой Григорием IX в 1235 году. Штаб-квартирой ордена стал монастырь св. Эулалии в Барселоне. Начиная с момента создания ордена и до смерти Петра Ноласко в 1256 году мерседарии выкупили из плена около 4300 человек. Всего же за время существования ордена мерседарии тем или иным образом способствовали освобождению более 70 тысяч пленников. Деятельность ордена пользовалась полной поддержкой короля Хайме I, в частности, король неоднократно передавал мерседариям здания под монастыри (в том числе и в отвоёванных у мавров городах провинции Валенсия). Святой Пётр Ноласко был первым настоятелем ордена, однако впоследствии отказался от поста, его преемником стал святой Раймонд Ноннат.
Из Испании орден постепенно распространился на другие государства юго-западной Европы. В 1260 году был основан Третий орден мерседариев (терциарии). После успешного окончания Реконкисты и постепенного отпадения необходимости спасать христианских пленников, мерседарии переориентировали свою работу на организацию паломничеств и миссионерскую деятельность. Мерседарии внесли большой вклад в христианскую миссию в Южной Америке, первые мерседарии прибыли в Новый Свет ещё с Колумбом. В начале XVII века орден насчитывал в Новом Свете 8 провинций и 265 монастырей. Расцвет ордена пришёлся на XVI—XVII века, в XVII века членом ордена и его официальным историографом был драматург Тирсо де Молина. В 1602 году от основного ордена отделилась ветвь босых мерседариев, чей устав отличался особой строгостью.
В XVIII—XIX веках ситуация в ордене резко ухудшилась. Французская революция и антиклерикальная политика испанских властей привели к почти полному его уничтожению. В конце XIX-начале XX века орден сумел избежать гибели и немного восстановить свои позиции — к 1913 году число мерседариев составляло более 500 человек в 37 обителях.

## Современное состояние
Орден имеет 9 провинций в 17 странах Европы и Америки. По данным на 2014 год мерседарии насчитывали 711 человек из которых 530 священников. Орден располагал 160 обителями. Кроме того орден босых мерседариев (OMD) насчитывал 50 монахов (из них 40 священников).
Устав ордена базируется на Уставе св. Августина. Глава ордена носит титул великого магистра и избирается на 6 лет. Мерседарии причисляются к нищенствующим орденам. Облачение мерседариев белого цвета со скапулярием и широким кожаным поясом.

## Женские конгрегации
Существует несколько женских конгрегаций, разделяющих духовность мерседариев и носящих имя «мерседарианки». Почти все обители всех этих конгрегаций находятся в настоящее время в Испании, Мексике и Аргентине:
- Орден мерседарианок. Основан в 1265 году, 78 монахинь и 8 обителей
- Конгрегация босых мерседарианок. Основана в 1603 году, 68 монахинь и 5 обителей
- Конгрегация мерседарианок сестёр Младенца Иисуса. Основана в 1887 году, 119 монахинь и 20 обителей
- Конгрегация миссионерок-мерседарианок Барселоны. Основана в 1860 году, 392 монахини и 66 обителей
- Конгрегация миссионерок-мерседарианок Берриса. Основана в 1930 году, 467 монахини и 69 обителей
- Конгрегация мерседарианок Святых Даров. Основана в 1910 году, 739 монахинь и 80 обителей